# تین ولف
تین ولف (به انگلیسی: Teen wolf) یا گرگینهٔ نوجوان یک مجموعهٔ تلویزیونی محصول ایالات متحدهٔ آمریکا است که توسط جف دیویس، برای شبکهٔ ام‌تی‌وی ساخته شده‌است. این سریال بر اساس فیلمی به همین نام - که در سال ۱۹۸۵ اکران شده‌- ساخته شده است.

## داستان
سریال گرگ نوجوان (Teen Wolf) داستان زندگی اسکات مکال (تایلر پوزی) را در شهر خیالی بیکون هیلز روایت می کند.  یک شب قبل از شروع سال دوم دبیرستان آلفا (پیتر) اسکات را گاز میگیرد، و او تبدیل به گرگینه می شود.
در اوایل سریال اسکات دانش آموزی است که در ورزش خوب نیست و  محبوبیتی هم ندارد. ولی هرچقدر که سریال جلو می رود محبوبیت اسکات بیشتر می شود و حتی به کاپیتانی تیم ورزش مدرسه هم می رسد.
در مجموع این سریال مشکلاتی را که اسکات و دوستانش دارند  روایت می کند.

## فصل اول
اسکات (تایلر پوزی) شب پیش از آزمون بازی لاگراس ، در خانه در حال آماده شدن است که دوست او استایلز استلینسکی (دیلن اوبرایان) که پسر کلانتر است به سراغ او می‌آید که به جستجوی نیمه ی گمشده ی جسدی که در جنگل پیدا شده بروند. همین مساله سبب می‌شود که اسکات توسط  گرگینه ای که پیتر نام دارد گاز گرفته شود. که در ادامه موجب آشنایی او با درک هیل می‌شود و درک به دنبال آن جسد که جسد خواهرش بوده پس از ده سال به شهر بیکون هیلز بازمی‌گردد و به دنبال این قضایا متوجه می‌شوند که گرگی که اسکات را گاز گرفته (پیتر) دایی درک و قاتل خواهر اوست و اسکات که از قسمت‌های آغازین سریال با دختر خوش‌برخوردی به نام آلیسون آرجنت آشنا می‌شود و عاشق او می‌شود غافل از اینکه پدر آلیسون از شکارچیان گرگینه است.
مجموع ماجراها به این ختم می‌شود که کیت آرجنت که عمهٔ الیسون و یک شکارچی گرگینه است توسط پیتر به دلیل اینکه خانهٔ خانوادهٔ هیل را آتش زده، کشته شود. پیتر قبل از کشتن او چند نفر دیگر که در آتش‌سوزی خانهٔ هیل‌ها دخالت داشتند را به قتل رسانده بود که این امر سبب می‌شود که آن قتل‌ها هم به گردن کیت بیفتد و در پایان فصل اسکات از درک درخواست می‌کند که پیتر را بکشد تا به حالت انسانی بازگردد ولی درک خود پیتر را می‌کشد و به آلفا (که به معنی رهبر گرگ هاست) تبدیل شود.

## قسمت‌های فصل اول:
| شماره قسمت در سریال | شماره قسمت در فصل | عنوان                | کارگردان     | نویسنده                                                            | تاریخ بخش اصلی        | میانگین بیننده در آمریکا(میلیون) |
| ------------------- | ----------------- | -------------------- | ------------ | ------------------------------------------------------------------ | --------------------- | -------------------------------- |
| ۱                   | ۱                 | "ماه گرگی"           | راسل مولکاهی | جف لوئب و متی وایزمننمایش شده توسط: جف دیویس، جف لوئب و متی وایزمن | پنج ژوئن۲۰۱۱          | ۲٫۱۷                             |
|                     |                   |                      |              |                                                                    |                       |                                  |
| ۲                   | ۲                 | "شانس دوم در خط اول" | راسل مولکاهی | جف دیویس                                                           | شش ژوئن ۲۰۱۱          | ۱٫۴۷                             |
|                     |                   |                      |              |                                                                    |                       |                                  |
| ۳                   | ۳                 | "ذهنیت بسته"         | راسل مولکاهی | جف فلامینگ                                                         | سیزده ژوئن ۲۰۱۱       | ۱٫۸۲                             |
|                     |                   |                      |              |                                                                    |                       |                                  |
| ۴                   | ۴                 | "تیر سحر آمیز"       | توبی ویلکنز  | دانیل سینکلر                                                       | بیست ژوئن ۲۰۱۱        | ۱٫۸۰                             |
|                     |                   |                      |              |                                                                    |                       |                                  |
| ۵                   | ۵                 | "بگویید"             | توبی ویلکنز  | مونیکا میسر                                                        | بیست و هفت ژوئن ۲۰۱۱  | ۱٫۶۸                             |
|                     |                   |                      |              |                                                                    |                       |                                  |
| ۶                   | ۶                 | "مانیتوره قلب"       | توبی ویلکنز  | دانیل سینکلر                                                       | چهار ژوئیه ۲۰۱۱       | ۱٫۲۱                             |
|                     |                   |                      |              |                                                                    |                       |                                  |
| ۷                   | ۷                 | "مدرسه شبانه"        | تیم اندرو    | جف فلامینگ                                                         | یازده ژوئیه۲۰۱۱       | ۱٫۶۶                             |
|                     |                   |                      |              |                                                                    |                       |                                  |
| ۸                   | ۸                 | "ماه زده"            | تیم اندرو    | مونیکا میسر                                                        | هیجده ژوئیه ۲۰۱۱      | ۱٫۷۶                             |
|                     |                   |                      |              |                                                                    |                       |                                  |
| ۹                   | ۹                 | \| "گرگ کش" \|       | تیم اندرو    | جاناتان روآسلر                                                     | بیست و پنج ژوئیه ۲۰۱۱ | ۱٫۹۳                             |
| ۱۰                  | ۱۰                | "کاپیتان"            | راسل مولکاهی | جف فلامینگ                                                         | اول اوت ۲۰۱۱          | ۱٫۴۹                             |
|                     |                   |                      |              |                                                                    |                       |                                  |
| ۱۱                  | ۱۱                | "رعایت آداب و رسوم"  | راسل مولکاهی | مونیکا میسر                                                        | هشت اوت ۲۰۱۱          | ۱٫۷۴                             |
| ۱۲                  | ۱۲                | "قانون شکنی"         | راسل مولکاهی | جف دیویس                                                           | پانزده اوت ۲۰۱۱       | ۲٫۰۸                             |
| "گرگ کش"            |                   |                      |              |                                                                    |                       |                                  |

## فصل دوم
این فصل با صحنهٔ عشق بازی اسکات و الیسون شروع می‌شود که سپس پدر الیسون اسکات را از ماشین خارج کرده و قصد کشتن اسکات را دارد ولی الیسون به پدرش التماس می‌کند که اسکات را نکشد و در نتیجه کریس (پدر الیسون) به این شرط اسکات را رها می‌کند که الیسون دیگر به او نزدیک نشود، سپس اسکات را می‌بینیم که در حال دویدن در جنگل است. لیدیا که در فصل قبل توسط پیتر زخمی شده بود در بیمارستان است و استایلز به دلیل علاقه اش به لیدیا در بیمارستان حضور دارد ولی لیدیا از بیمارستان فرار می‌کند. درک به دنبال جمع کردن گله‌ای از گرگ‌ها عده‌ای از نوجوانان شهر را تبدیل می‌کند که جکسون که یکی از همکلاسی‌های اسکات و دوست پسر سابق لیدیاست هم یکی از انهاست، ولی چون او هویت خود را نمی‌داند به گرگ تبدیل نمی‌شود و به موجودی سمی شبیه به مارمولک به نام کنما تبدیل می‌شود. پدر بزرگ الیسون که جرارد نام دارد به دنبال اتفاقات فصل گذشته وارد شهر بیکون هیلز می‌شود و شروع به کشتن گرگینه‌های ولگرد می‌کند و وانمود می‌کند در حال انتقامجویی است ولی در واقع به دنبال آلفا (درک هیل) است تا او را تبدیل کند زیرا مبتلا به سرطان است و به دنبال درمانی ماوراء طبیعه است.
جکسون که کنما است و کنما به دنبال ارباب است توسط یکی از دوستان اسکات به انتقامجویی و قتل سریالی برای او می‌پردازد و همه به دنبال او میگردندـ
پیتر به وسیله نفوذ به افکار لیدیا او را مجبور می‌کند که درک را به بالای سر او بیاورد تااو خود را طی یک مراسم احیا کند، و در پایان او زنده می‌شود، جکسون توسط درک و پیتر تبدیل به گرگ می‌شود، و جرارد هم که قرص‌ها او به وسیله اسکات از خاکستر کوهاستان پر شده بود هنگامیکه درک را مجبور می‌کند که او راتبدیل کند بدنش مقاومت نشان می‌دهد و فرار می‌کند.

## فصل سوم
بعد از اومدن پک آلفاها به سرگروهی دیوکالیون، یسری قتل صورت میگیره که بعداً میفهمن معلم مدرسه "جنیفر" با کشتن یه سری افراد خاص مثل پاکدامن‌ها و دانشمندها و سرپرست‌ها و شفا دهنده‌ها قدرتاشونو جمع کنه با پک آلفا مقابله کنه و در ادامه استایلز توسط نوگیتسونه (نوگیتسونه روحی هست که خوی روباهی داره) تسخیر میشه که این نوگیتسونه توسط مادر کیرا، برای انتقام به وجود اومده. بعد با توجه به این قانون که " روباه و گرگ نمیتونن با هم باشن " استالیز نجات پیدا میکنه؛ ولی در این فصل آلیسون و ایتن کشته می‌شوند و آیزاک هم سرگردان می‌شود و هنوز هم از جکسون خبری نیست.

## فصل چهارم
در این فصل یک لیست مرگ (دد پول) وجود دارد که اسم تمام موجودات ماوراءالطبیعه در آن قرار دارد.
(پیتر بعد از آتش‌سوزی هنگامی که در کما قرار داشته تمام اون لحظات رو به انتقام فکر می‌کرده و مردیث هم کنار تخت پیتر بستری بوده و از اونجایی که مردیث یک بانشی است افکار پیتر رو میشنوه و تصمیم میگره با لقب نیکوکار benefector " یه لیست مرگ بسازه و انتقام پیتر را عملی کند)

## فصل پنجم
دکتران وحشت(dread doctors) کسانی هستند که به تغییر قوانین دنیای ماوراءالطبیعه پرداخته‌اند و کایمراهایی (موجودات تراژن) با قدرت ماورایی از انسانها می‌سازند که ویژگی‌های جدیدی (همانند رد شدن از خاکستر کوهستان) را دارا هستند. آنها قصد بازگرداندن موجودی مرگبار بنام هیولای یوودان(Beast of Gévaudan) که قصدش تنها کشتن مردم است را دارند. این هیولا چندین نسل پیشن توسط خواهرش (اولین شکارچی که از خانواده آرجنت‌ها بوده) کشته شده و حال باری دیگر بازمی‌گردد.

## فصل ششم
- نیم فصل اول: روح سواران(Ghost Riders) متعلق به افسانه ای قدیمی هستند که در این فصل در مقابل اسکات و گروهش قرار می‌گیرند. آنها افراد را ناپدید می‌کنند و با ناپدید کردن آنها تمام خاطرات و هرآنچه که مربوط به آنهاست با آنها ناپدید می‌شود و آنها سر از ایستگاه‌های قطار متروکه‌ای درمی‌آورند که متعلق به دنیای ماوراءالطبیعه است. استایلز اولین قربانی از شخصیت‌های مهم فیلم است. از طرف دیگر آقای داگلاس معلم فیزیک دبیرستان یک لووِنمِنش(Lowenmensch) یعنی نیمی گرگ و نیم دیگر شیر است؛ یک نازی در ارتش آلمان(۷۰سال پیش) که یک شب توسط روح سواران زخمی می‌شود. دکتران وحشت در فصل پیش اورا پیدا کرده و در مخزنی پر از مایعی خاص قرار می‌دهند. بعد از مرگ دکتران وحشت داگلاس خود را آزاد کرده و در کمین انتقام و ساخت یک ارتش از موجودات ماورایی است که با خوردن غده صنوبری یک روح سوار به کنترل روح سواران می‌پردازد و...
- نیم فصل دوم: در ادامهٔ نیم فصل اول، یک آنوک-ایتی (Anuk-ite) وارد دنیای واقعی شده‌است که موجب ایجاد حس ترس و وحشت در تمامی موجودات از جمله انسانها می‌شود و باعث می‌شود آنها دست به کارهای غیرعادیی بزنند. آنوک-ایتی دو صورت متمایز است (در دو موجود) که اگر به هم برسند غیرقابل مهار می‌شوند. در طرف دیگر جرارد آرجنت گروهی بزرگ از شکارچیان را در بیکن هیلز و سراسر دنیا تشکیل داده تا تمام موجودات ماوراءالطبیعه را از بین ببرند و از ترس مردم بیکن‌هیلز سوءاستفاده می‌کند و آنها را در کنار گروه خود مسلح می‌کند. حال اسکات و گروهش علاوه بر مقابله با آنوک-ایتی مجبورند با تمامی مردم بیکن‌هیلز نیز مقابله کنند.